# Premi BAFTA 2001
La 54ª edizione dei British Academy Film Awards, conferiti dalla British Academy of Film and Television Arts alle migliori produzioni cinematografiche del 2000, ha avuto luogo il 25 febbraio 2001.
Per la prima volta nella loro storia, i BAFTA Awards si tennero un mese prima della consegna dei premi Oscar dello stesso anno, quando in passato erano soliti essere celebrati nel corso del mese successivo.

## Vincitori e candidati
Il film di Ridley Scott Il gladiatore era il grande favorito della serata, con tredici candidature, che si concretizzarono in quattro premi, tra cui miglior film. La commedia inglese Billy Elliot ricevette in tutto tre premi, tra cui miglior attore (Jamie Bell, che a quindici anni divenne il più giovane vincitore della storia dei premi BAFTA), miglior attrice non protagonista (Julie Walters) e miglior film britannico, oltre ad altre sette nomination.
Tra le altre candidature spiccavano il film taiwanese La tigre e il dragone di Ang Lee, candidato come miglior film dell'anno e vincitore del premio al miglior regista, e l'italiano Malèna di Giuseppe Tornatore.
L'attore Oliver Reed ricevette una candidatura postuma per la sua interpretazione del mercante di schiavi Proximo in Il gladiatore.

### Miglior film
- Il gladiatore (Gladiator), regia di Ridley Scott
- Billy Elliot, regia di Stephen Daldry
- Erin Brockovich - Forte come la verità (Erin Brockovich), regia di Steven Soderbergh
- Quasi famosi (Almost Famous), regia di Cameron Crowe
- La tigre e il dragone (Wo hu cang long), regia di Ang Lee

### Miglior film britannico
- Billy Elliot
- La casa della gioia (The House of Mirth), regia di Terence Davies
- Galline in fuga (Chicken Run), regia di Peter Lord e Nick Park
- Last Resort, regia di Paweł Pawlikowski
- Sexy Beast - L'ultimo colpo della bestia (Sexy Beast), regia di Jonathan Glazer

### Miglior film non in lingua inglese
- La tigre e il dragone (Wo hu cang long) • Taiwan
- Harry, un amico vero (Harry un ami qui vous veut du bien), regia di Dominik Moll • Francia
- In the Mood for Love (Fa yeung nin wa), regia di Wong Kar-wai • Hong Kong
- Malèna, regia di Giuseppe Tornatore • Italia
- La ragazza sul ponte (La fille sur le pont), regia di Patrice Leconte • Francia

### Miglior regista
- Ang Lee – La tigre e il dragone (Wo hu cang long)
- Stephen Daldry – Billy Elliot
- Ridley Scott – Il gladiatore (Gladiator)
- Steven Soderbergh – Erin Brockovich - Forte come la verità
- Steven Soderbergh – Traffic

### Miglior attore protagonista
- Jamie Bell – Billy Elliot
- Russell Crowe – Il gladiatore (Gladiator)
- Michael Douglas – Wonder Boys
- Tom Hanks – Cast Away
- Geoffrey Rush – Quills - La penna dello scandalo (Quills)

### Miglior attrice protagonista
- Julia Roberts – Erin Brockovich - Forte come la verità
- Juliette Binoche – Chocolat
- Kate Hudson – Quasi famosi (Almost Famous)
- Hilary Swank – Boys Don't Cry
- Michelle Yeoh – La tigre e il dragone (Wo hu cang long)

### Miglior attore non protagonista
- Benicio del Toro – Traffic
- Albert Finney – Erin Brockovich - Forte come la verità
- Gary Lewis – Billy Elliot
- Joaquin Phoenix – Il gladiatore (Gladiator)
- Oliver Reed – Il gladiatore (Gladiator)

### Miglior attrice non protagonista
- Julie Walters – Billy Elliot
- Judi Dench – Chocolat
- Frances McDormand – Quasi famosi (Almost Famous)
- Lena Olin – Chocolat
- Ziyi Zhang – La tigre e il dragone (Wo hu cang long)

### Miglior sceneggiatura originale
- Cameron Crowe – Quasi famosi (Almost Famous)
- Ethan Coen, Joel Coen – Fratello, dove sei? (O Brother, Where Art Thou?)
- Lee Hall – Billy Elliot
- David Franzoni, John Logan, William Nicholson – Il gladiatore (Gladiator)
- Susannah Grant – Erin Brockovich - Forte come la verità

### Miglior sceneggiatura non originale
- Stephen Gaghan – Traffic
- John Cusack, D.V. DeVincentis, Steve Pink, Scott Rosenberg – Alta fedeltà (High Fidelty)
- Steve Kloves – Wonder Boys
- Robert Nelson Jacobs – Chocolat
- James Schamus, Kuo Jung Tsai, Hui-Ling Wang – La tigre e il dragone (Wo hu cang long)

### Miglior fotografia
- John Mathieson – Il gladiatore (Gladiator)
- Roger Deakins – Fratello, dove sei? (O Brother, Where Art Thou?)
- Peter Pau – La tigre e il dragone (Wo hu cang long)
- Roger Pratt – Chocolat
- Brian Tufano – Billy Elliot

### Migliori scenografie
- Arthur Max – Il gladiatore (Gladiator)
- Martin Childs – Quills - La penna dello scandalo (Quills)
- Dennis Gassner – Fratello, dove sei? (O Brother, Where Art Thou?)
- David Gropman – Chocolat
- Timmy Yip – La tigre e il dragone (Wo hu cang long)

### Migliori musiche
- Tan Dun – La tigre e il dragone (Wo hu cang long)
- T-Bone Burnett, Carter Burwell – Fratello, dove sei? (O Brother, Where Art Thou?)
- Lisa Gerrard, Hans Zimmer – Il gladiatore (Gladiator)
- Stephen Warbeck – Billy Elliot
- Nancy Wilson – Quasi famosi (Almost Famous)

### Miglior montaggio
- Pietro Scalia – Il gladiatore (Gladiator)
- Anne V. Coates – Erin Brockovich - Forte come la verità
- Stephen Mirrione – Traffic
- Tim Squyres – La tigre e il dragone (Wo hu cang long)
- John Wilson – Billy Elliot

### Migliori costumi
- Timmy Yip – La tigre e il dragone (Wo hu cang long)
- Renee Ehrlich Kalfus – Chocolat
- Monica Howe – Fratello, dove sei? (O Brother, Where Art Thou?)
- Janty Yates – Il gladiatore (Gladiator)
- Jacqueline West – Quills - La penna dello scandalo (Quills)

### Miglior trucco e acconciature
- Il Grinch (How the Grinch Stole Christmas) – Rick Baker, Kazuhiro Tsuji, Toni G, Gail Rowell-Ryan, Sylvia Nava
- Chocolat – Naomi Donne
- Il gladiatore (Gladiator) – Paul Engelen, Graham Johnston
- Quills - La penna dello scandalo (Quills) – Peter King, Nuala Conway
- La tigre e il dragone (Wo hu cang long) – Yun-Ling Man, Siu-Mui Chau

### Miglior sonoro
- Quasi famosi (Almost Famous) – Jeff Wexler, Doug Hemphill, Rick Kline, Paul Massey, Michael D. Wilhoit
- Billy Elliot – Mark Holding, Mike Prestwood Smith, Zane Hayward
- Il gladiatore (Gladiator) – Ken Weston, Scott Millan, Bob Beemer, Per Hallberg
- La tempesta perfetta (The Perfect Storm) – Keith A. Wester, John T. Reitz, Gregg Rudloff, David E. Campbell, Wylie Stateman, Kelly Cabral
- La tigre e il dragone (Wo hu cang long) – Drew Kunin, Reilly Steele, Eugene Gearty, Robert Fernandez

### Migliori effetti speciali
- La tempesta perfetta (The Perfect Storm) – Stefen Fangmeier, John Frazier, Walt Conti, Habib Zargarpour, Tim Alexander
- Galline in fuga (Chicken Run) – Paddy Eason, Mark Nelmes, Dave Alex Riddett
- Il gladiatore (Gladiator) – John Nelson, Tim Burke, Rob Harvey, Neil Corbould
- La tigre e il dragone (Wo hu cang long) – Rob Hodgson, Leo Lo, Jonathan F. Styrlund, Bessie Cheuk, Travis Baumann
- Vertical Limit – Kent Houston, Tricia Henry Ashford, Neil Corbould, John Paul Docherty, Dion Hatch

### Miglior cortometraggio
- Shadowscan, regia di Tinge Krishnan
- Going Down, regia di Tom Shankland
- Je t'aime John Wayne, regia di Toby MacDonald
- The Last Post, regia di Dominic Santana
- Sweet, regia di Elyse Couvillion

### Miglior cortometraggio d'animazione
- Father and Daughter, regia di Michael Dudok de Wit
- Cloud Cover, regia di Lisbeth Svärling
- Lounge Act, regia di Gareth Love
- Six of One, regia di Tim Webb

### Miglior esordio britannico da regista, sceneggiatore o produttore
- Paweł Pawlikowski (regista e sceneggiatrice) – Last Resort
- Simon Cellan Jones (regista) – Some Voices
- Mark Crowdy (produttore e sceneggiatore) – L'erba di Grace (Saving Grace)
- Stephen Daldry (regista) – Billy Elliot
- Lee Hall (sceneggiatore) – Billy Elliot